# Sanghaj Hungcsiao pályaudvar
Shanghai Hungcsiao (egyszerűsített kínai írással: 上海虹桥站; tradicionális kínai írással: 上海虹橋站; pinjin: Shànghǎi Hóngqiáo Zhàn) Sanghaj egyik új vasúti személypályaudvara, mely 2010. július 1-jén nyílt meg, egyszerre a Shanghai–Nanjing vonallal.  Az állomáson megáll a sanghaji metró három járata is: a kettes, a tízes és a tizenhetes. Mellette helyezkedik el a Sanghaj-Hungcsiaói nemzetközi repülőtér. A pályaudvar a végállomása több más kínai nagysebességű vasútvonalnak, többek között a Peking-Sanghaj vonalnak is.
Az állomásba 20 000 napelemet is beépítettek kb. 60 000 m² összterülettel.

## Vasútvonalak
Az állomást az alábbi vasútvonalak érintik:
- Peking–Sanghaj nagysebességű vasútvonal
- Sanghaj–Nanking nagysebességű vasútvonal
- Sanghaj–Kunming nagysebességű vasútvonal

## Kapcsolódó állomások
A vasútállomáshoz az alábbi állomások vannak a legközelebb:
- Kunshan Déli pályaudvar (Peking Déli pályaudvar, Peking–Sanghaj nagysebességű vasútvonal)
- Anting North railway station (Nanjing railway station, Nanjing South railway station, Sanghaj–Nanking nagysebességű vasútvonal)
- Shanghai Songjiang railway station (Kunming South railway station, Sanghaj–Kunming nagysebességű vasútvonal)

## Képek

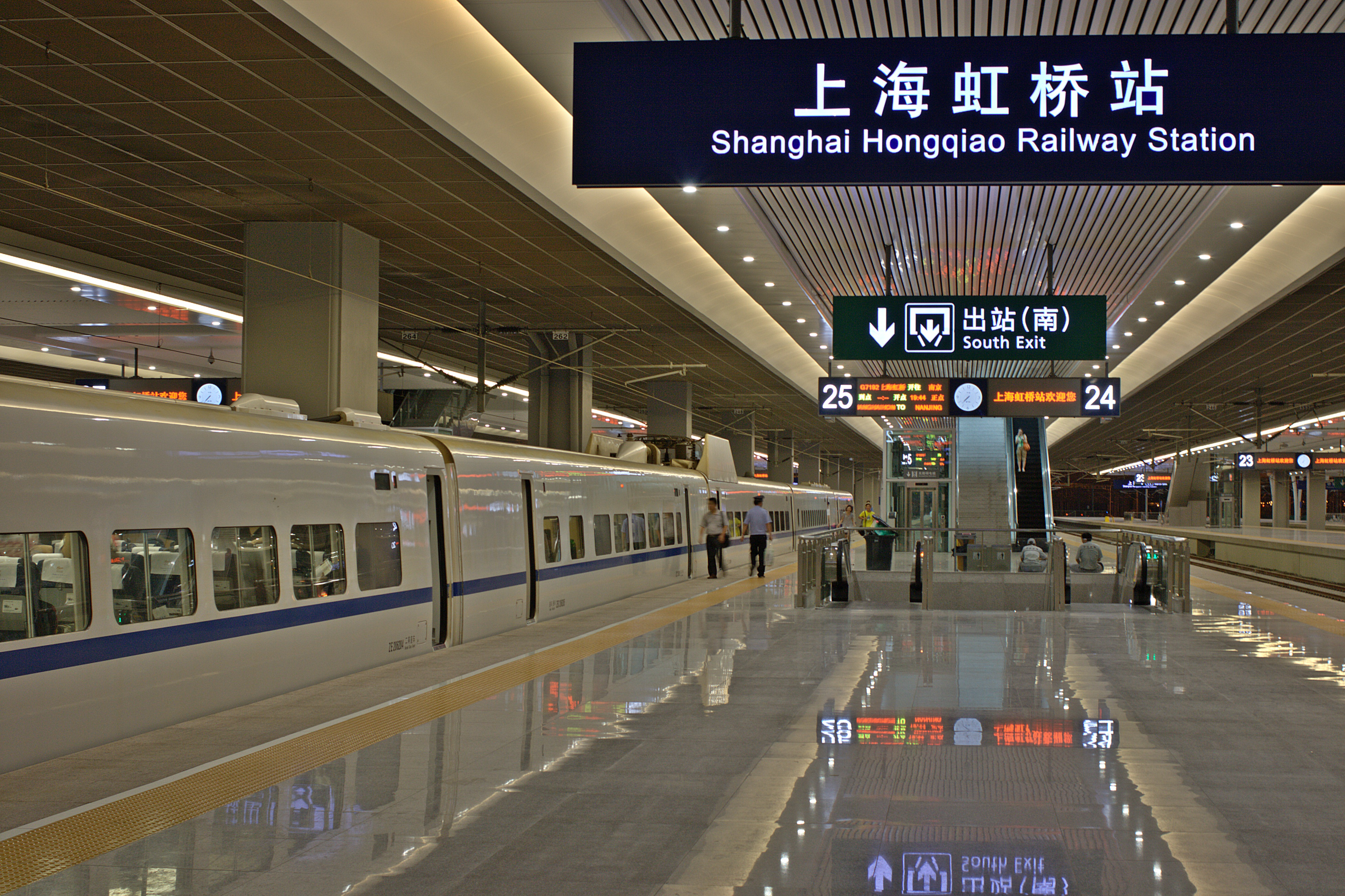
Peronok
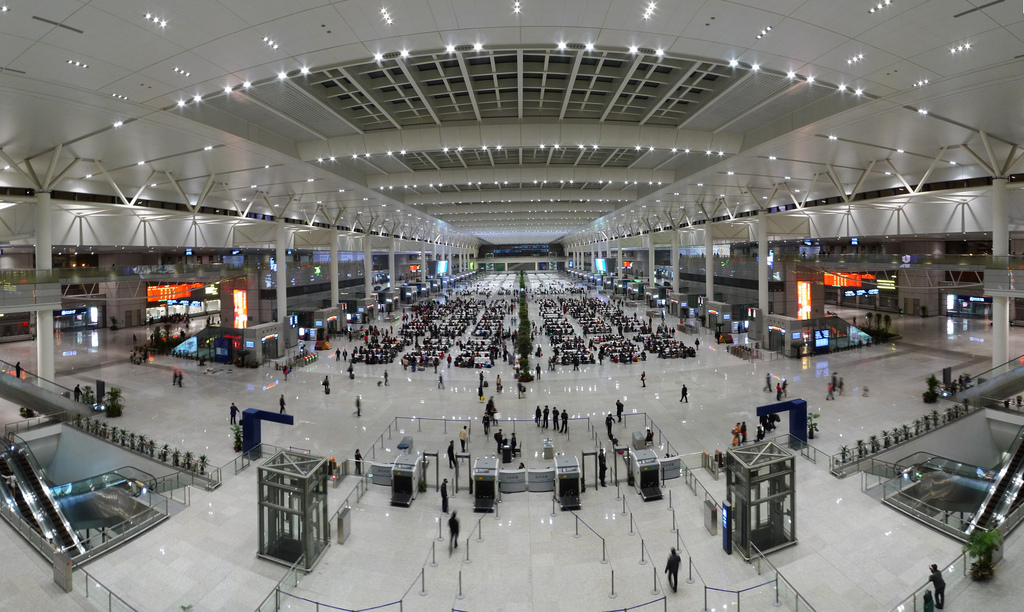
Váróterem
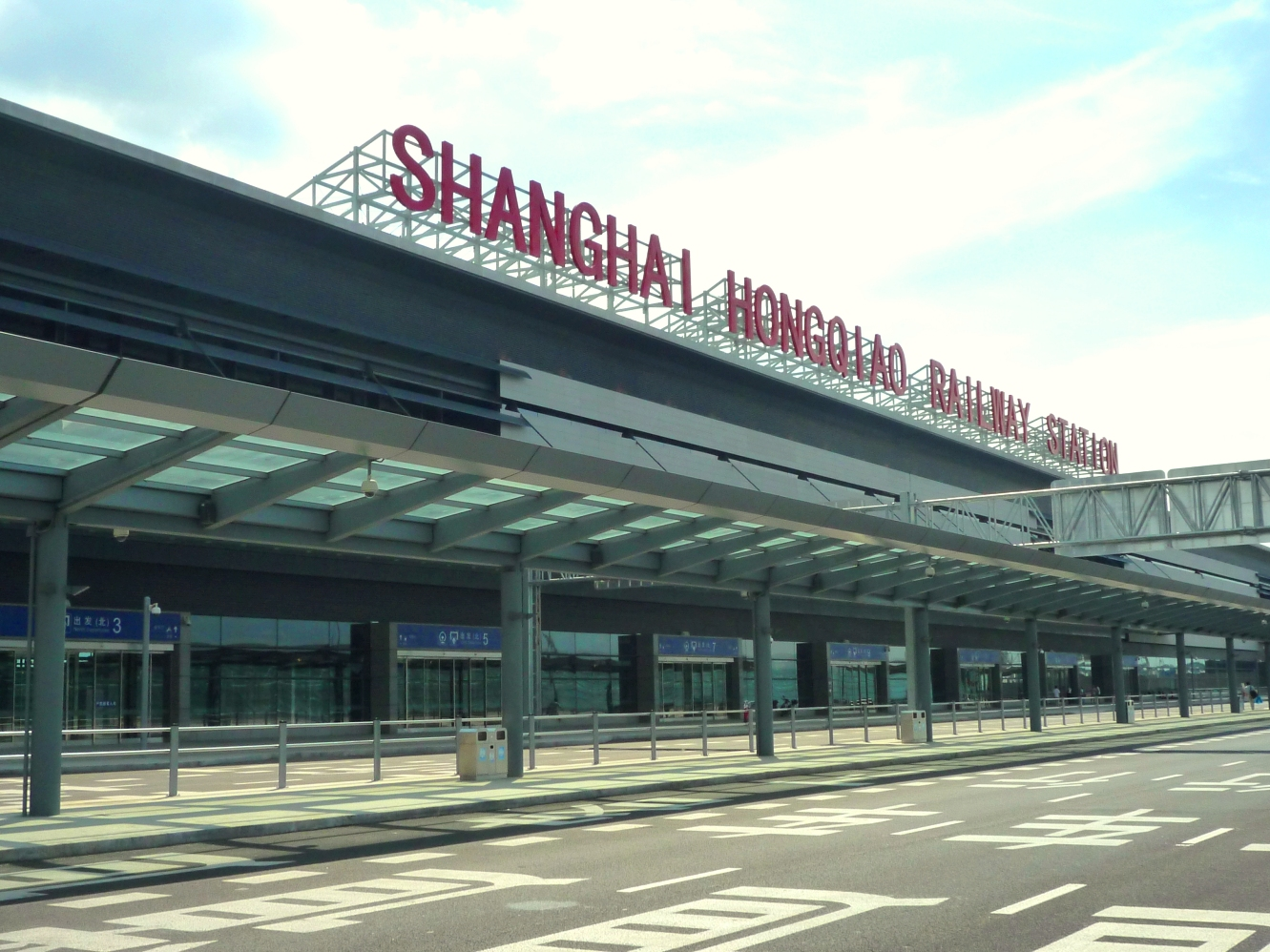
Az állomás homlokzata